# Uno de ellos
Uno de Ellos (título original: One of Them) es el capítulo N.º 14 de la Segunda Temporada de Lost. Rousseau encuentra en la selva a un hombre que parece ser un Otro. Locke y Sayid intentan sacarle información, pero todo acaba en una macabra tortura. FLASHBACK de Sayid Jarrah.

## Trama
Empezamos en un refugio iraquí durante la primera guerra del Golfo. En medio del bombardeo, un comandante de la Guardia Republicana ordena a sus soldados destruir sus documentos antes de que sea demasiado tarde. La puerta del refugio es derribada y entra un grupo de soldados estadounidenses que capturan a los iraquíes. Quieren saber quién está a cargo. Uno de los soldados capturados habla inglés: es Sayid Jarrah.
Sayid es interrogado acerca del paradero de su superior, Tariq. Como Sayid es un miembro leal de la Guardia Republicana les dice a sus captores que Tariq se fue antes de que los estadounidenses llegaran. Parece que ellos le creen, hasta que lo conducen a una celda donde está Tariq y lo sientan frente a él.
En la isla, Sawyer se ve molesto por el ruido que hace una rana arborícola, por lo que busca su sonido por la selva y se encuentra con Hurley, que está comiendo de su despensa secreta. Sawyer le pide ayuda para encontrar la rana.
Mientras, Ana Lucía ve a Rousseau cerca del campamento, y avisa a Sayid. Rousseau le dice a Sayid que lo estaba buscando, y lo conduce por la selva hasta un claro donde un hombre, atrapado en una red en lo alto de un árbol, clama por ayuda. El hombre dice llamarse Henry Gale y dice ser de Minnesota. Sayid lo hace bajar y Henry trata de escapar. Rousseau le dispara con una ballesta. Ella está convencida de que Henry es uno de Los Otros, y le dice a Sayid que lo lleve con el doctor. Ella dice que Henry "Mentirá, por mucho tiempo...".
En el FLASHBACK, Sayid está siendo usado como intérprete durante el interrogatorio a su oficial superior. Los estadounidenses están buscando a un piloto de helicóptero desaparecido y saben que Tariq conoce su paradero, pero este se niega a cooperar. Sayid, por lealtad hacia Tariq, rehúsa seguir insistiendo. Por esto es llevado donde un hombre que tiene información acerca de las verdaderas actividades del comandante de Sayid. Le dice a Sayid que necesitan averiguar sobre el piloto desaparecido, pero que saben que Tariq nunca hablará con ellos, así que Sayid deberá hacerlo hablar. El oficial estadounidense le entrega una caja a Sayid.
En la escotilla, Sayid y Locke le hacen algunas preguntas a Henry. Este afirma haber estrellado su globo en la isla, y que su mujer murió. Mientras Jack limpia la herida de Henry, Sayid convence a Locke de que cambie la combinación de la entrada a la armería para poder interrogar a Henry sin la intromisión de Jack.
En el FLASHBACK Sayid empieza a interrogar a Tariq, quien se muestra incrédulo de que Sayid trabaje para el enemigo. Más tarde Sayid sale de la celda con la información que extrajo de Tariq. Sus manos tiene sangre. Entrega la caja al oficial estadounidense.
Jack y John discuten acerca de la puerta de la armería. Dentro, Sayid empieza a interrogar a Henry, quien se ve apremiado y sospechoso. Sayid se presenta ante Henry diciendo "Soy un torturador".
Hurley y Sawyer encuentran la rana, y Sawyer la revienta en su mano.
Jack limpia la sangre de Henry del suelo de la escotilla, mientras sigue discutiendo con Locke. Sayid inquiere a Henry más información acerca de su globo y su esposa. Se nota que Sayid no cree la historia de Henry y empieza a golpearlo duramente. Jack trata de obligar a Locke a abrir la puerta cuando la alarma del contador empieza a sonar. Locke abre la puerta de la armería y corre a la sala del computador y no alcanza a ingresar a tiempo el código. En el contador, en lugar de números aparecen unos jeroglíficos y se empiezan a oír ruidos mecánicos. Locke ingresa el código antes de que aparezca el último jeroglífico y el contador vuelve a 108.
Sayid está convencido de que Henry es "uno de ellos", aunque sus razones no convencen a Jack.
En el FLASHBACK, Sayid está en la parte trasera de un camión militar con varios soldados, uno de los cuales contempla una fotografía de una joven Kate. El camión se detiene y el oficial estadounidense empieza a hablarle a Sayid en inglés y luego en árabe, y le da $1000 dólares.
En la isla, Sayid Jarrah le cuenta a Charlie su historia, y afirma que está seguro de que Henry Gale es un Otro pues no se siente culpable de haberlo torturado.

## Otros Capítulos
- Capítulo Anterior: La Gran Estafa
- Capítulo Siguiente: Abandono Materno

## Enlace Extremo
- Fotos del capítulo Uno de Ellos (enlace roto disponible en Internet Archive; véase el historial, la primera versión y la última).

- Datos: Q1050233